# Lucapinella henseli
Lucapinella henseli är en snäckart som först beskrevs av Von Martens 1900.  Lucapinella henseli ingår i släktet Lucapinella och familjen nyckelhålssnäckor. Inga underarter finns listade i Catalogue of Life.

## Bildgalleri

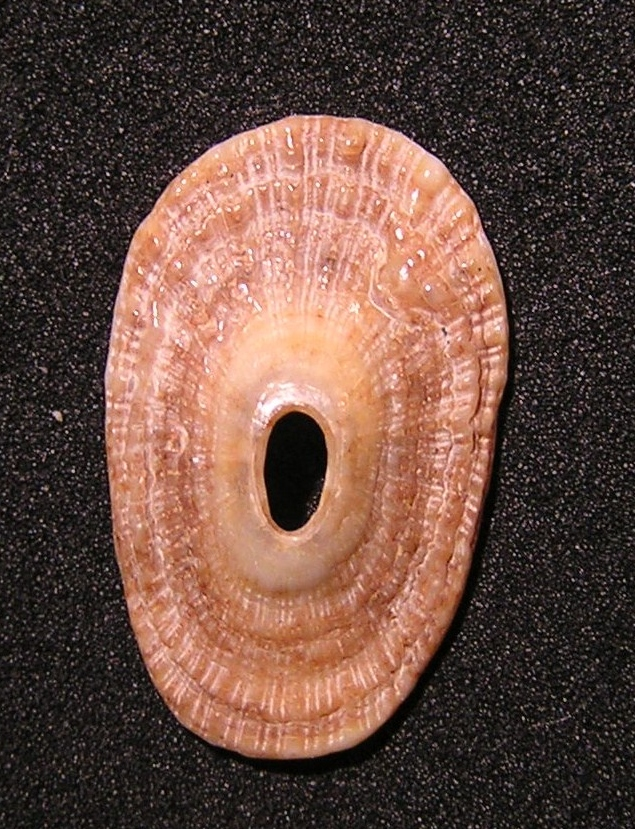
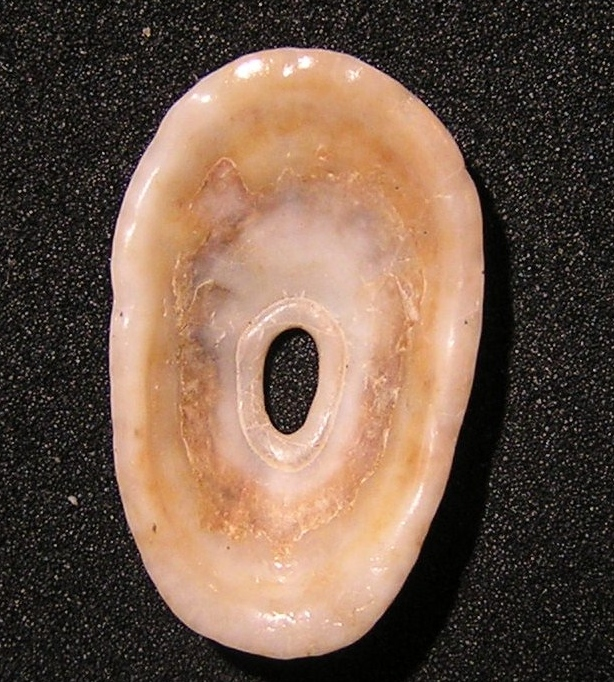